# アルゼンチン人
アルゼンチン人（スペイン語: Argentinos）は、アルゼンチン共和国の国民もしくはその国民の海外にいる子孫を指す。アルゼンチンは多種多様な民族で構成されていることから、アルゼンチン人は自分たちの国を単一民族国家とはとらえず、多民族国家と捉えている。先住民を除く、ほぼすべてのアルゼンチン人とその先祖は、過去5世紀の間に移住してきた。事実、世界で歴史上多くの移民を受け入れてきた国を見ても、アルゼンチンはアメリカ合衆国の2700万人に次ぐ660万人の移民を受け入れ、この数字はカナダ、ブラジル、オーストラリアよりも多い。
2010年に行われた国勢調査によると、アルゼンチンの人口は40,091,359人でそのうちの1,805,957人、つまり全人口の4.6%は外国で生まれた。2008年の人口増加率は0.917%、1000人あたりの出生率は16.32、死亡率は7.54となっている。
長きにわたりアルゼンチンはラテンアメリカの中で最も人口増加率の低い国のひとつで（近年は年間約1%）、幼児の死亡率は比較的低くなっている。依然として際立って出生率は高く（女性1人当たり2.3人）、スペインやイタリアのほぼ2倍である。平均寿命は76歳である。

## 民族グループ
アルゼンチンは様々な民族からなる多民族国家であり、アルゼンチン人は自分たちの国を単一民族国家とはとらえず、多民族国家ととらえている。アルゼンチン人は、自分の国を「人種のるつぼ」(crisol de razas)だと言っている。

### 概要
アルゼンチンはアメリカ合衆国、カナダ、オーストラリア、ブラジルなどの国と共に様々な人たちによる人種のるつぼである。
19世紀半ば、新しい憲法によって移民受け入れを推奨され、戦争、貧困、飢餓、飢饉、よりよい生活を求めるなどの理由で大きな移民団がアルゼンチンに到着した。多くはヨーロッパ、中近東、ロシア、日本から移民して来た。最終的にアルゼンチンはアメリカ合衆国に次ぐ2番目の移民大国となった。
多くのアルゼンチン人はヨーロッパ人の家系で、彼らは植民地時代の移住者の子孫と全体の約86%にあたる19世紀、20世紀の移民の子孫である。
主なグループはイタリア人とスペイン人（ガリシア人とバスク人も含まれる）である。最大で2500万人、つまり60%のアルゼンチン人はイタリアの家系である。ドイツ人、スラブ人、イギリス人、フランス人もいる。少ない人数ではあるが、ユダヤ人、先住民、アラブ人、アジア人、ジプシー、アフリカ人も人種のるつぼを形成している。
ここ10年の間に渡ってきた移民としては、パラグアイ人、ボリビア人、ペルー人、ベネズエラ人や他のラテンアメリカ諸国、東ヨーロッパ人、アフリカ人、アジア人などがいる。

### クリオーリョ
ほとんどのアルゼンチン人は多かれ少なかれクリオーリョ、すなわち植民地時代にアルゼンチンに渡ってきたスペイン人の血をひいている。そのスペイン人は地元のアメリカインディアンと結婚し、それより後にイタリアとスペイン出身の移民が多く押し寄せることとなった。

### ヨーロッパ
アルゼンチンはヨーロッパ人の血をひく人たちが多数を占めており、そのヨーロッパ人は1810年以前に植民地時代の時に入ってきた入植者の子孫や主に19世紀中ごろから20世紀中ごろにかけての大移動によってきた人たちが多い。「ヨーロッパ系アルゼンチン人」という名称は正式には使われず、国勢調査のデータにも存在しないが、ある情報ではヨーロッパ人はアルゼンチンの全人口の少なくとも81.9%、最大で96%いるという情報もある。
現在、ヨーロッパの国別で移民が多いところは、イタリア人、スペイン人（バスク人、ガリシア人も含む）、ドイツ人、北欧人（主にデンマーク系アルゼンチン人、フィンランド系アルゼンチン人、スウェーデン系アルゼンチン人）、スラブ人（ロシア人、ウクライナ人、ポーランド人、チェコ人、ブルガリア人、スロベニア人、マケドニア人、クロアチア人も含む）、フランス人（バスク人も含む）、アイルランド人、ポルトガル人、オランダ人などである。

### アラブ
アラブ人とわずかでもアラブ人の血をひくアルゼンチン人は約4.2%である。数としては320万人いて、多くは現在のシリアやレバノンにあるアラブの文化遺産や言語的遺産をもたらした人たちである。大きな移民の波が押し寄せるまで、ほとんどのアラブ諸国はオスマン帝国の支配下にあったのもあり、多くのアラブ人はアルゼンチンに入国するのにトルコのパスポートで入国していたので、トルコ語を話していたと言われている。

### 先住民
先住民の現代文化はマプーチェ族、Kolla族、Wichi族、Toba族によるものが代表される。2004年～2005年に行われたEPCIによる暫定的なデータによると、600329人の先住民（全人口の約1.49%）がアルゼンチンに住んでいる。その中で1番多いのはマプーチ族で、アルゼンチン南部に住んでいる。Kolla族とWichi族はアルゼンチン北西部に住んでいて、Tobas族は北西部に住んでいる人が多い。先住民とみなされているメスティーソもいる。
その他にはボリビア、パラグアイ、ペルー、エクアドルなどの近隣諸国から来た移民などがいる。

### メスティーソ
正確な人数は不明だが、全人口の中にメスティーソの混合人種がいる。遺伝子研究によれば、アルゼンチン人のフットプリントを調べるとヨーロッパ系が大多数を占めているというわけではないという結果がでている。アルゼンチンの人口に関する最も信頼の高い遺伝子研究機関のひとつによれば、アルゼンチン北東部、北西部、南部、中央部（特にブエノスアイレスの中心部）では、サンプルの人たちによる人口構成は65%がヨーロッパ人で、次いで31%のアメリカインディアン、4%のアフリカ人もいる。しかし、この研究はアルゼンチンの平均的な民族分布をしっかりと示しておらず、多様なアルゼンチン人の遺伝子が存在するということだけを示した結果となっている。また、その研究ではアルゼンチン国内でも大きな違いがみられるという結果がでている。Daniel Corachによる研究ではアルゼンチン国内の平均ではどうなるかと、さまざまな地域で調べてみるとアルゼンチン人による常染色体の78.5%がヨーロッパ系であることが分かった。ある資料ではメスティーソはアルゼンチン全体では2.5%で高い地域でもせいぜい15%という結果がでている。

### アフリカ
2005年に行われた遺伝子研究によれば、ブエノスアイレスの人たちのアフリカ系遺伝子の割合は2.2%であった。しかし、この数字は非常に強いアフリカ系遺伝子を持っている10%の人たちによるものが多い。アルゼンチンに住んでいる黒人、ムラート（黒人とヨーロッパ人の混血）、ザンボ（黒人と先住民の混血）はおそらく約67000人で、この中には53000人の奴隷直系血族と12000人～15000人の1950年代と1960年代に到着したカーボベルデ系ムラート移民とその子孫も含まれている。
19世紀には定期的に戦争があり、黄熱病のような病気が広まり、何千人ものヨーロッパ系移民がアルゼンチンに到着し、多くの黒人女性がその移民と結婚した。すでにアフリカ系の人たちの人口は少なくなっていたのもあり、彼らの存在は忘れ去られるようになった。
1990年代に新たなアフリカ諸国（カーボベルデ、ナイジェリア、セネガル、アンゴラ、コートジボワール、カメルーン、ガーナ、シエラレオネなど）による黒人移民の大移動が始まった。ここ数年、アフリカ系アルゼンチン人を守る団体であるAfrica Viveは100万～200万人のアフリカ人の子孫がアルゼンチンで生活していると計算している。

### アジア
アジア系アルゼンチン人はアルゼンチンで生まれた者、もしくは外国で生まれ、後にアルゼンチン人になった者がいる。20世紀にかけて何度か大移動があったが、多くのアジア系アルゼンチン人はその時に移動した。彼らは主に、ブエノスアイレス周辺に住み、繊維産業、食料雑貨店、ビュッフェ形式のレストランなど大小様々な会社を興した。地道に仕事を続けていたので、アルゼンチンの社会から評価された。
まず、主に20世紀前半～中盤にかけて沖縄県から少数の日本人移民がやって来た。その後1960年代に韓国人がやって来て、1980年代に台湾人がやって来た。1990年代には今までで最大の数のアジア系移民がやって来た。彼らは中国本土からやって来た中国人で、2013年最終的に彼らはパラグアイ人、ボリビア人、ペルー人に次ぐ4番目に大きい外国人のコミュニティーとなった。

## 遺伝子研究
2005年に行われた遺伝子研究によると、多くのアルゼンチン人はアメリカ先住民の遺伝子と割合は少ないがアフリカ系の遺伝子を持っている。こちらの研究は1985年に始まった。ブエノスアイレス大学薬学部の科学チームは、ヨーロッパ系とアメリカ先住民系の遺伝子構成を調べる目的でアルゼンチンにあるPoliclinico Ferroviario Centralという病院の血液バンクで73875人のドナーから血液を分析した。そのサンプルを基にしたアルゼンチンの遺伝子地図が完成し、アルゼンチン人はヨーロッパ系遺伝子が81.47%～81.77%あり、アメリカ系遺伝子が18.23%～18.57%あるということが分かった。
もう1つの研究として、ブエノスアイレス大学のアルゼンチン人遺伝学者Daniel Corachが主導するアメリカ先住民の祖先に関するものがある。9つの州で320人によって行われたこの研究では56%の人たちが少なくとも1人以上のアメリカ先住民の祖先がいるという結果がでた。その研究はラプラタにあるブエノスアイレス大学で行われた。たとえ被験者の遺伝子がコーカサス系である可能性が高かったとしても、この遺伝子研究は再結合しないミトコンドリアDNAやY染色体でどこの国の遺伝子か特定するというだけの目的のものであり、例えば7人のヨーロッパ系曾祖父母とたった1人のアメリカ先住民系もしくはメスティーソの曾祖父母を持つ者も、先ほど述べた56%の中に入ってしまうということである。

## 言語
アルゼンチンでは公用語となっているスペイン語を話す人が多数を占めるが、少なくとも40の言語がある。少なくとも10万人が話す言語の中に南ケチュア語、グアラニー語、マプチェ語や、移民の出身地の母国語であるドイツ語、イタリア語、アラビア語のレバント方言も含まれる。
AbiponとChaneという2つの母国語は消滅してしまった。Vilela、Puelche、Tehuelche、Selknamという高齢者が話すが、その子供たちは話さないので消滅の危機に瀕している言語もある。
他の母国語を話す集団は、ブエノスアイレスに住んでいる人が多い6万人を超える中国人移民の、少なくとも半分の人が話している中国語を話す集団や、ブエノスアイレス地区のピグエにあるオクシタン語の集団がいる。
ウェールズ語もチュブト地区で35000人を超える人が話している。このウェールズ語は1865年にウェールズ人がアルゼンチンに移動し始めてから広まったパタゴニア方言のウェールズ語も含まれている。

## 宗教
キリスト教徒がアルゼンチン人の大半を占める。CONICETによる宗教に関する調査によると、約76.5%のアルゼンチン人はカトリック教徒で、11.3%は宗教に無関心で、9%がプロテスタント（7.9%のペンコテステ派も含む）、1.2%のエホバの証人、0.9%のモルモン教徒という結果が出ている。
ユダヤ人はアルゼンチン人の1%以下しかいないが、ブエノスアイレスはニューヨークに次ぐアメリカ大陸の中で2番目にユダヤ教徒が多い都市である。
また、アルゼンチンはラテンアメリカの中でイスラム教徒が最も少ない国である。

## 他国への移住
アルゼンチン国外へ移住するアルゼンチン人の多くは中産階級もしくは上流階級の人である。公式の情報によると外国には60万人のアルゼンチン人がいて、International Organization for Migrationによる情報では2001年以来、計約806369人の人たちがアルゼンチン国外に渡った。彼らの子孫は約190万人と言われている。まず、1976年～1983年に渡る軍事政権中に大きな移民の波があり、主にスペイン、アメリカ合衆国、メキシコ、ベネズエラへと渡った。
最後の大きな移民の波は2001年のアルゼンチン通貨危機の時に起こり、ヨーロッパ、とくにスペインへ移住した。同時にブラジル、チリ、パラグアイなど近隣諸国への移住も増えた。

### ヨーロッパ
アルゼンチンからヨーロッパ諸国への出国（特にスペインやイタリア）する人たちの割合は1970年代後半～1989年代前半にかけてピークを迎えたが、これはとても顕著であった。
ヨーロッパではスペインとイタリアで最も大きなアルゼンチン人のコミュニティーが誕生し、フランス、イギリス、ドイツでも同様の大きなコミュニティーが誕生した。

### アメリカ大陸諸国
移住先として人気の国はアメリカ合衆国、メキシコ、カナダである。それには及ばないものの、ウルグアイやブラジル、チリ、パラグアイ、ボリビアやベネズエラ、ペルー、コロンビア、エクアドル、コスタリカ等同じラテンアメリカの国々へ移住した人たちもいる。

### アジア
イスラエルはアジアの中でアルゼンチン系ユダヤ人の移住が最も多い国である。

### オセアニア
オーストラリアはオセアニアの中で最大のアルゼンチン人コミュニティーがある。次いでニュージーランドのコミュニティーが大きい。